# L’Orée de Mormal
L’Orée de Mormal község Franciaország Hauts-de-France régiójában, Nord megyében. Új községként 2025. január 1-jén jött létre Amfroipret és Bermeries korábbi községek egyesítésével.

## Népesség
| 2021 | 601 |
| 2022 | 609 |